# 현대 판타지
현대 판타지(Contemporary fantasy) 또는 모던 판타지(Modern Fantasy)는 판타지의 하위 장르 중 하나이다. 과거가 아닌 현대를 배경으로 마법적 현상이나 존재를 묘사하는 것이 특징이다. 몇몇 작가들은 현대 판타지에서 마법적이거나 환상적인 요소가 평범한 세계와 분리되거나 비밀이라고 지적한다.

## 예시
- 네버웨어
- 해리 포터